# Rajon Welyka Lepetycha
Der Rajon Welyka Lepetycha (ukrainisch Великолепетиський район/Welykolepetyskyj rajon; russisch Великолепетихский район/Welikolepetichski rajon) war ein Rajon in der Oblast Cherson im Süden der Ukraine. Zentraler Ort des Rajons war die namensgebende Siedlung städtischen Typs Welyka Lepetycha.

Flagge des Rajons

## Geschichte
Der Rajon wurde 1923 als Teil der Ukrainischen SSR gegründet, 1930 wurde das Rajonsgebiet um das Gebiet des aufgelösten Rajons Werchnij Rohatschyk erweitert, nach der Besetzung durch deutsche Truppen wurde das Rajonsgebiet 1942 in das Reichskommissariat Ukraine eingegliedert und lag hier im Generalbezirk Dnjepropetrowsk, Kreisgebiet Kamenka/Dnjepr. Nach dem Ende der deutschen Besatzung kam das Gebiet wieder zur Sowjetunion/Ukrainische SSR und wurde 1944 in die neu erschaffene Oblast Cherson integriert, seit 1991 ist er Teil der heutigen Ukraine.
Am 17. Juli 2020 kam es im Zuge einer großen Rajonsreform zum Anschluss des Rajonsgebietes an den Rajon Kachowka.

## Geographie
Das ehemalige Rajonsgebiet liegt im Norden der Oblast Cherson im Schwarzmeertiefland und ist sehr flach, es ergeben sich Höhenlagen zwischen 40 und 80 Metern. Im Nordwesten des Rajons begrenzt der Kachowkaer Stausee das Gebiet.
Der Rajon grenzte im Norden und Nordosten an den Rajon Werchnij Rohatschyk, im Südosten an den Rajon Nyschni Sirohosy, im Süden an den Rajon Hornostajiwka, im Südwesten an den Rajon Beryslaw sowie im Nordwesten an den Rajon Nowoworonzowka.

## Administrative Gliederung
Auf kommunaler Ebene war der Rajon in 1 Siedlungsratsgemeinden und 6 Landratsgemeinden unterteilt, denen jeweils einzelne Ortschaften untergeordnet waren.
Zum Verwaltungsgebiet gehörten:
- 1 Siedlung städtischen Typs
- 12 Dörfer

### Siedlungen städtischen Typs
| Siedlungen städtischen Typs | Siedlungen städtischen Typs | Siedlungen städtischen Typs           |
| Name                        | Name                        | Name                                  |
| ukrainisch transkribiert    | ukrainisch                  | russisch                              |
| --------------------------- | --------------------------- | ------------------------------------- |
| Welyka Lepetycha            | Велика Лепетиха             | Великая Лепетиха (Welikaja Lepeticha) |

### Dörfer
| Dörfer                   | Dörfer           | Dörfer                               | Dörfer            |
| Name                     | Name             | Name                                 | Gemeindezuordnung |
| ukrainisch transkribiert | ukrainisch       | russisch                             | Gemeindezuordnung |
| ------------------------ | ---------------- | ------------------------------------ | ----------------- |
| Demydiwka                | Демидівка        | Демидовка (Demidowka)                | Demydiwka         |
| Dmytriwka                | Дмитрівка        | Дмитровка (Dmitrowka)                | Mala Lepetycha    |
| Kateryniwka              | Катеринівка      | Катериновка (Katerinowka)            | Kateryniwka       |
| Knjase-Hryhoriwka        | Князе-Григорівка | Князе-Григоровка (Knjase-Grigorowka) | Knjase-Hryhoriwka |
| Kostjantyniwka           | Костянтинівка    | Константиновка (Konstantinowka)      | Kateryniwka       |
| Mala Lepetycha           | Мала Лепетиха    | Малая Лепетиха (Malaja Lepeticha)    | Mala Lepetycha    |
| Mykolajiwka              | Миколаївка       | Николаевка (Nikolajewka)             | Mykolajiwka       |
| Rubaniwka                | Рубанівка        | Рубановка (Rubanowka)                | Rubaniwka         |
| Saporischschja           | Запоріжжя        | Запорожье (Saporoschje)              | Demydiwka         |
| Serhijiwka               | Сергіївка        | Сергеевка (Sergejewka)               | Mala Lepetycha    |
| Serednje                 | Середнє          | Среднее (Sredneje)                   | Knjase-Hryhoriwka |
| Wessele                  | Веселе           | Весёлое (Wessjoloje)                 | Rubaniwka         |